# Strumień (ekonomia)
Strumienie – wielkości gospodarcze (m.in. konsumpcja, produkcja), które mierzy się w pewnych jednostkach czasu (m.in. godzina, dzień, miesiąc).
Nie należy mylić strumieni z zasobami. Wielkość zasobów można ustalić na dzień x, a wielkość strumieni tylko w pewnym okresie.